# Bryan mot Itasca County

Itasca County där fallet började

Bryan mot Itasca County (engelska: Bryan v. Itasca County) är ett rättsfall som behandlades av USA:s högsta domstol år 1976. Domstolsbeslutet ledde till hasardspels legalisering på indianreservat som idag är en viktig inkomstkälla för många indiangrupper.

## Bakgrund
Helen och Russell Bryan hörde till USA:s ursprungsbefolkning och bodde i Leech Lake-reservatet. Våren 1972 skickade Itasca County en faktura gällande parets mobilhus fastighetsskatt värd 29,85 dollars. Paret hade aldrig tidigare fått en sådan faktura och trodde att fastighetsskatten inte gäller fastigheter som ligger på indianreservaten. Countyt skickade dock betalningspåminnelser, och då beloppet hade blivit 147,95 dollars kontaktade paret en jurist.

## Lägre rättsinstanser
Paret hjälptes av en förening som erbjöd juridiskt hjälp i reservatet, och dess jurist Patrick Moriarty stämde inför rätta i Minnesotas 9:e tingsrättskrets. År 1973 fattade rätten beslut att fakturan var saklig. Paret överklagade till Minnesotas högsta domstol som stod fast vid tingsrättens beslut år 1975.

## Högsta domstolen
Högsta domstolens hörde fallet den 20 april 1976 och fastslog sitt beslut den 14 juni.
Enligt beslutet har delstater varken rätten att beskatta indianreservaten eller lägga sig i några andra ekonomiska aktiviteter i indianreservaten. I praktiken legaliserade beslutet hasardspelen på indianreservaten trots att det var förbjudet i delstater där indianreservatet ligger.
Högsta domstolens beslut var enigt.